# Захват Старого Студенческого дома в Финляндии
Захват Старого Студенческого дома в Финляндии — событие, произошедшее 25 ноября 1968 года, когда большая группа студентов Хельсинкского университета захватила Старый Студенческий дом. Дом был назначен местом запланированного на следующий день празднования столетнего юбилея Студенческого союза Хельсинкского университета. Акция была организована в знак протеста против того, что студенты воспринимали как «вечеринку белых галстуков» в стиле 1950-х годов, и против ценностей, которые она в себя включала. Взломав дверь, группа вошла в здание в 17:13 по местному времени. События сразу же попали в заголовки газет по всей стране. Также студенты требовали изменений в администрации университета и учебных программах. Считается, что эта акция была вдохновлена протестами во Франции в мае 1968 года и другими политическими движениями в Европе в том же году.
Основные требования протестующих касались демократических реформ в управлении университетом. Помимо этого, некоторые участники требовали создания марксистско-ленинистских учебных кружков на кафедрах и факультетах, отмены обязательного членство в Студенческом союзе и изменения политической ориентации ежемесячного студенческого журнала «Ylioppilaslehti». Также критиковалась удаленность Студенческого союза от обычных студентов и его финансовый комитет, который, как считалось, чрезмерно сотрудничал с коммерческими банками. С балкона Студенческого дома были вывешены транспаранты с этими воззваниями и произнесены речи. Однако не вся вовлеченная молодежь была коммунистами: участвовали и люди, связанные с Партией центра.
В итоге Студенческий союз перенес празднование своего 100-летия в Академию имени Сибелиуса, а захват продлился относительно недолго. Проведя ночь в Студенческом доме, люди начали расходиться на следующий день. Хельсинкская газета HBL писала: «Люди устали и пошли домой после того, как целый день не спали, сидели на полу, пили красное вино и целовались».
Поколение студентов и других молодых радикалов, которые участвовали в событиях, подчеркнули значение захвата как символического восстания против ценностей предыдущего поколения. Примечательно, что многие из вовлеченных людей стали ведущими фигурами в финской политике и финансовом секторе, в том числе политики Социал-демократической партии Эркки Туомиоя, Илкка Тайпале и Ульф Сундквист, управляющий банком Бьорн Вальроос и дипломат Маркус Люра. Тем не менее спустя 40 лет после событий только 36 % членов совета избранных финских интеллектуалов газеты Helsingin Sanomat считали, что эти события оказали какое-либо положительное влияние на финское общество.